# Karl Zeidler (Jurist)
Karl Zeidler (* 2. September 1923 in Saaz (Sudetenland); † 26. September 1962 in Speyer) war ein deutscher Rechtswissenschaftler.

## Leben
Zeidler befand sich von März 1942 bis Mai 1945 unter anderem als Mitglied der Waffen-SS im Kriegsdienst an der Ost- und Westfront. Nach dem Krieg geriet er für einige Monate in britische Kriegsgefangenschaft. Von 1947 bis 1951 absolvierte er das Studium der Rechtswissenschaften. 1952 wurde Zeidler an der Universität Heidelberg bei Walter Jellinek mit einer Arbeit über den Grundrechtsteil des Bonner Grundgesetzes promoviert. Das Referendariat absolvierte Zeidler von 1951 bis 1954. Nach dem Referendariat übernahm Zeidler u. a. die Stelle eines Wissenschaftlichen Assistenten an der Hochschule für Verwaltungswissenschaften in Speyer, eines Akademischen Rates an der Universität Heidelberg und arbeitete als Wissenschaftlicher Hilfsarbeiter am Bundesverfassungsgericht. 1959 erfolgte die Habilitation in Heidelberg unter Betreuung von Ernst Forsthoff mit einer Arbeit über Maßnahmegesetze. 1960 nahm Zeidler einen Ruf an die Universität Freiburg an.
Seine Freiburger Antrittsvorlesung hielt Zeidler am 23. November 1961 über „Verwaltungsrecht und Verwaltung seit dem Grundgesetz“. Im Oktober 1960 erstattete Zeidler für die Vereinigung der Deutschen Staatsrechtslehrer den Mitbericht zum zweiten Beratungsgegenstand „Schranken nichthoheitlicher Verwaltung“. Für den Deutschen Juristentag 1962 verfasste er ein Gutachten zum System von Auskünften und Zusagen. Ab 1961 beschäftigte Zeidler sich zudem in mehreren Schriften mit rundfunkrechtlichen Fragestellungen. Zudem legt er eine frühe Schrift über die „Technisierung der Verwaltung“ vor.
Am 26. September 1962 verstarb Karl Zeidler unerwartet im Alter von 39 Jahren auf einer verwaltungswissenschaftlichen Arbeitstagung der Hochschule für Verwaltungswissenschaften in Speyer. Er erlag einem Herzleiden, als er einen Wortbeitrag in die Diskussion über die juristische Ausbildung in der Verwaltung einbringen wollte. Dem Todesfall folgte eine juristische Auseinandersetzung, im Rahmen derer Zeidlers Witwe – juristisch unterstützt durch die Freiburger Rechts- und Staatswissenschaftliche Fakultät – die Festsetzung von Versorgungsbezügen auf der Grundlage eines Dienstunfalls erreichen wollte und sich im Widerspruchsverfahren erfolglos auf ein ausführliches Rechtsgutachten Martin Bullingers, später Nachfolger auf dem Lehrstuhl Zeidlers, stützte.

## Werke (Auswahl)
- Der Gesetzesbegriff im Grundrechtsteil des Grundgesetzes, Heidelberg 1952 (maschinenschriftlich).
- Über die Technisierung der Verwaltung, Karlsruhe 1959.
- Maßnahmegesetz und „klassisches“ Gesetz. Eine Kritik, Karlsruhe 1961.
- Verwaltungsrecht im demokratischen Rechtsstaat, Berlin 1963.